# چارلز مورتون
چارلز مورتون (انگلیسی: Charles Morton؛ ‏ ۲۸ ژانویهٔ ۱۹۰۸ – ۲۶ اکتبر ۱۹۶۶) بازیگر تئاتر و فیلم اهل ایالات متحده آمریکا بود. وی بین سال‌های ۱۹۲۷ تا ۱۹۶۴ میلادی فعالیت می‌کرد.
از فیلم‌ها یا برنامه‌های تلویزیونی که وی در آن نقش داشته‌است، می‌توان به دور دنیا در هشتاد روز، پاییز قبیله شاین، ۴ ابلیس، ردیف متهمان، فریاد دوردست، شب سال نو، در لباسی خیره‌کننده و دلقک اشاره کرد.